# Кривавий день народження
Кривавий день народження (англ. Bloody Birthday) — американський фільм жахів 1981 року.

## Сюжет
Маленьке містечко в Каліфорнії. Деббі, Кертіс і Стівен народилися майже одночасно під час повного сонячного затемнення. Напередодні свого десятиліття дітлахи здійснюють серію звірячих вбивств.

## У ролях
- Лорі Летін — Джойс Рассел
- Мелінда Корделл — місіс Броди
- Джулі Браун — Беверлі Броди
- Джо Пенні — містер Хардінг
- Берт Крамер — шериф Джеймс Броди
- К. Ч. Мартел — Тіммі Рассел
- Елізабет Хой — Деббі Броди
- Біллі Джейн — Кертіс Тейлор
- Енді Фріман — Стівен Сетон
- Сьюзен Страсберг — міс Віола Девіс
- Хосе Феррер — доктор
- Бен Марлі — Дюк Бенсон
- Еріка Хоуп — Енні Сміт
- Еллен Гір — Медж
- Деніел Каррі
- Вільям Боєтт
- Шейн Баттерворф — однокласниця
- Ворд Костелло
- Майкл Дудікофф — Віллард
- Сіріл О'Райллі — Пол
- Джорджи Пол
- Норман Райс
- Рут Сілвейра
- Сільвія Райт — Дівчина в вані
- Джон Ейвері — Дівчина в вані
- Нейтан Робертс